# Ewa Najwer
Ewa Najwer (ur. 6 stycznia 1933 w Stanisławowie, zm. 13 maja 2019 w Poznaniu) – polska poetka, prozaik, krytyk literacki.

## Życiorys
Urodziła się w rodzinie Adama Najwera, policjanta, i Anieli z Barabaszów (1908–1996). Po wybuchu II wojny światowej ojciec został aresztowany przez NKWD i zamordowany w Kalininie w kwietniu 1940. Ewa wraz z matką zostały zesłane do północnego Kazachstanu (pracowały w sowchozie im. W. Mołotowa niedaleko Kustanaj). 
Po powrocie do Polski w 1946 roku uczyła się w gimnazjach w Bojanowie i Rawiczu, a od roku 1949 w VIII Liceum Ogólnokształcącym w Poznaniu, gdzie w 1951 roku zdała maturę. W 1955 roku ukończyła filologię polską na UAM. W latach 1959–1979 była nauczycielką języka polskiego w poznańskim VI LO. W latach 1966–1969 prowadziła także zajęcia z metodyki nauczania języka polskiego na Wydziale Filologii Polskiej i Klasycznej UAM. W 1971 roku uzyskała stopień doktora za rozprawę pt. Zofia Nałkowska i powieść psychologiczna. Z zagadnień świadomości teoretycznej.
Debiutowała jako poetka w 1957 roku wierszem Godziny malowane opublikowanym na łamach studenckiego czasopisma „Uwaga” (Gdańsk). Wiersze, prozę i recenzje drukowała także m.in. w „Gazecie Poznańskiej” (1960–1966, 1969–1975), „Wiatrakach” (1962–1966), „Nurcie” (1965–1966, 1968–1974, 1978–1980) i „Gazecie Zachodniej” (1975–1980).
Od 1965 do 1983 należała do ZLP, od 1988 do PEN Clubu, od 1989 do Stowarzyszenia Pisarzy Polskich, którego była współzałożycielką.
Podczas stanu wojennego publikowała w drugim obiegu. Była współzałożycielką Komitetu Porozumiewawczego Środowisk Twórczych (1980). 
Była redaktorką almanachu młodej poezji wielkopolskiej „Którzy pamiętali słońce” (1981), zajmowała się krytyką literacką. Po 1989 roku jako społeczny ekspert komisji sejmowych (II i III kadencji Sejmu RP) zaangażowała się w reformę spółdzielczości mieszkaniowej. Należała do Stowarzyszenia „Katyń”.
Zmarła w Poznaniu, pochowana 20 maja 2019 na cmentarzu komunalnym Junikowo (pole 6, kwatera 6-10-3).

## Twórczość
- Światłoryty, Wydawnictwo Poznańskie, 1962
- Sztuka niekochania, Wydawnictwo Poznańskie, 1964
- Odlot ziół, Wydawnictwo Poznańskie, 1968
- Kukiełki i demony, Wydawnictwo Poznańskie, 1970
- Sardynki dla kota, Wydawnictwo Poznańskie, 1971
- Tańcząca w czerwieni. Opowiadania, Wydawnictwo Poznańskie, 1973
- Sąd nad winnicą, Wydawnictwo Poznańskie, 1974
- Lisie kładki, Wydawnictwo Poznańskie, 1977
- Dardzielanie, Wydawnictwo Poznańskie, 1978
- Gorzkie tęcze, Wydawnictwo Poznańskie, 1979
- Oczy bez powiek, Wydawnictwo Literackie, 1980
- Wiersze siódme, Wydawnictwo Poznańskie, 1982
- Z wilczym pasterzem, Libertas, 1988
- Pożółkłe fotografie, Wydawnictwo Poznańskie, 1990
- Ziemia ukradziona Bogu, Stowarzyszenie Pisarzy Polskich, 1991
- Komnata liczb, Stowarzyszenie Pisarzy Polskich, 2003
- Komitet 80/81. Pięć kamyków Dawida, Stowarzyszenie Pisarzy Polskich, 2006
- Krajobraz po szoku, Media Rodzina, 2020

## Nagrody i odznaczenia
- Nagroda w konkursie zamkniętym na najlepsze wiersze dla uczestników bydgoskiej „Wiosny Poetyckiej” za wiersz Krwawnik (1962)[7]
- Nagroda „Peleryny”, przyznana przez Klub Studentów Wybrzeża „Żak” w Gdańsku za Światłoryty - najciekawszy debiut polski w okresie 1961/63 (1963)[8]
- Nagroda Ministra Oświaty i Wychowania (1972)[4]
- Złoty Krzyż Zasługi (1975)[4]
- Nagroda POLCUL Foundation (Australia) (1988)[2]
- Nagroda 3 Maja, przyznana przez Niezależny Komitet Kultury w Poznaniu (1992)[2]
- Nagroda im. Józefa Łukaszewicza za książkę Komitet 80/81. Pięć kamyków Dawida (2006)[9]